# أ. جاي كاربنتر
أ. جاي كاربنتر (بالإنجليزية: A. J. Carpenter)‏ هو ضابط أمريكي، ولد في 9 يونيو 1911 في إلي في الولايات المتحدة، وتوفي في 21 يونيو 1999.